# Otón de Hesse
Otón II de Hesse, llamado Otón el Joven (h. 1322; m. en diciembre de 1366 en el castillo Spangenberg) fue uno de los hijos del landgrave Enrique II de Hesse y de su esposa Isabel, hija del margrave Federico I de Meissen.

## Biografía
Otón se casó en 1338 con Isabel (m. 1382), hija de Teodorico VII de Cléveris. El matrimonio no tuvo hijos. A partir de 1339/40 gobernó junto con su padre y fue delegado imperial Estatúder en Mühlhausen. Participó en dos victorias de su padre (en 1356 y 1361) sobre Enrique VII de Fulda. En 1356 devastó la aldea y el castillo de Hausen, y en 1361 conquistaron y saquearon Otón y el margrave Federico III de Meissen 1361 la ciudad de Fulda de Hünfeld.
Otto residió en el castillo de Spangenberg en Spangenberg, donde murió en 1366. Fue enterrado en la iglesia del monasterio carmelita de Spangenberg. Su muerte repentina dio lugar a rumores de envenenamiento por parte del abad Enrique VII de Fulda. A la muerte de Otón Enrique II recurrió a su sobrino, Germán (1341–1413) en el año 1367 como gobernante conjunto y heredero.

## Literatura
- Eckhart G. Franz: Das Haus Hessen. Kohlhammer Urban, Stuttgart 2005, ISBN 978-3-17-018919-5 (S. 24–25)
- Heinz Scholten, „Otto der Schütz“, In: Rund um den Schwanenturm, Zeitschrift des Klevischen Vereins für Kultur und Geschichte, 24. Jahrgang, Cléveris, 2005 (S. 31–34)
- Margret Lemberg: Otto der Schütz. Literatur, Kunst und Politik. Ein Bilderzyklus in der Alten Aula der Philipps-Universität Marburg. Schriften der Universitätsbibliothek, Band 82, Philipps-Universität, Marburgo, 1997, ISBN 3-8185-0241-2